# Memoriał Henryka Łasaka 2009
Il Memoriał Henryka Łasaka 2009, undicesima edizione della corsa, valida come evento dell'UCI Europe Tour 2009 categoria 1.2, si svolse il 15 agosto 2009 su un percorso di 165 km. Fu vinto dal tedesco Stefan Schäfer, che terminò la gara in 3h57'23" alla media di 41,705 km/h.
Al traguardo 97 ciclisti portarono a termine il percorso.

## Squadre e corridori partecipanti
| N.      | Cod. | Squadra                      |
| ------- | ---- | ---------------------------- |
| 1-8     | CCC  | CCC Polsat Polkowice         |
| 9-16    | MRZ  | Mroz Continental Team        |
| 17-24   | TKT  | Heraklion-Nessebar           |
| 25-32   | DUK  | Kemo-Dukla Trenčín           |
| 33-40   | ISE  | ISD Sport Donetsk            |
| 41-48   | LKT  | LKT Brandenburg              |
| 49-56   |      | Kolss Ukraine                |
| 57-64   | LEG  | Legia-Felt                   |
| 65-72   | DHL  | DHL-Author                   |
| 73-80   | BLR  | Bielorussia                  |
| 89-96   |      | Polska Narodowa              |
| 97-104  | BWC  | BlueWater-Cycling for Health |
| 105-112 |      | Chrobry Felt Glogow          |
| 113-120 |      | KTK Kalisz                   |
| 121-128 |      | Polska MTB                   |

## Ordine d'arrivo (Top 10)
| Pos. | Corridore            | Squadra      | Tempo    |
| ---- | -------------------- | ------------ | -------- |
| 1    | Stefan Schäfer       | LKT Team     | 3h57'23" |
| 2    | Krzysztof Jeżowski   | CCC Polsat   | s.t.     |
| 3    | Mathias Belka        | LKT Team     | s.t.     |
| 4    | Michał Kwiatkowski   | Pl Narodowa  | s.t.     |
| 5    | Piotr Krajewski      | Legia-Felt   | s.t.     |
| 6    | Mateusz Komar        | DHL-Author   | s.t.     |
| 7    | Michael Smith Larsen | Bluewater    | s.t.     |
| 8    | Robert Radosz        | DHL-Author   | s.t.     |
| 9    | Konrad Czajkowski    | Chrobry Felt | s.t.     |
| 10   | Oleksandr Martynenko | ISD-Sport    | s.t.     |